# غورغ هاينريش ميتنيوس
غورغ هاينريش ميتنيوس (1823-1866) (بالإنجليزية: Georg Heinrich Mettenius)‏ هو عالم نبات ألماني.